# ヤンキー経済
ヤンキー経済（ヤンキーけいざい）とは2014年1月30日に幻冬舎から出版された書籍の名称。レーベルは幻冬舎新書。著者は原田曜平。「消費の主役・新保守層の正体」という副題がある。

## 内容
若者が物を買わなくなったとされている現代においても、物を旺盛に買っているとされている層というのがヤンキーであり、このようなヤンキーの消費動向を述べた書籍。この書籍で述べられているヤンキーというのは現代においてのヤンキーということであり、昔のように暴れまわっていたヤンキーとは異なったマイルドなヤンキー（＝マイルドヤンキー）ということである。この書籍によればヤンキーというのは今後の経済を担う層とのことであり、このことからこの書籍から今後の日本人の消費動向が分かるとのことである。